# 렌델: 어둠의 기사
《렌델: 어둠의 기사》(Rendel)는 핀란드에서 제작된 제시 하자 감독의 2017년 액션, 범죄, 판타지 영화이다. 라미 러시넨 등이 주연으로 출연하였다.

## 출연

### 주연
- 라미 러시넨
- 마티 오니스마
- 르네 코르필라
- 크리스토퍼 검머러스

### 조연
- 비앙카 브레디